# Imrehegy
Imrehegy è un comune dell'Ungheria di 845 abitanti (dati 2005). È situato nella contea di Bács-Kiskun.